# محمد أحمد المنقوش
محمد أحمد المنقوش (من مواليد 29 ديسمبر 1967) كان الأمين العام للجنة الشعبية في ليبيا ( رئيس الوزراء ) من 29 ديسمبر 1997 إلى 1 مارس 2000.